# 어른들은 몰라요 (1988년 영화)
"어른들은 몰라요"는 1988년 7월 1일에 개봉된 대한민국의 영화이며 출연진 중의 한 명인 최양락은 김혜수 (유라 역)가 나온 영화 중의 하나인 "깜보"에서 박중훈이 분한 제비 역 물망에 거론되었으나  도시적인 얼굴이 아니란 이유로(최양락은 충청도 시골 출신) 좌절되었다.

## 캐스팅
- 김세준 : 준 역
- 김혜수 : 유라 역
- 장정국
- 이건주
- 최양락
- 김현수
- 전유성
- 이인옥
- 이재은
- 팽현숙
- 김덕봉
- 장효선
- 박예숙
- 박주희
- 김세영

## 단역
- 이완희